# Juan Carlos Bertone
Juan Carlos Bertone fue un ex jugador y ex entrenador de fútbol uruguayo. Fue seleccionado y capitán de la selección de fútbol de Uruguay, por la que jugó en once ocasiones entre 1906 y 1910, anotando un gol por su país. Dirigió a la selección de fútbol de Chile en los campeonatos sudamericanos de 1920 y 1922. Falleció el año 1938.
En los años 1930 dirigió al Deportivo Viña del Mar.

## Selección nacional
Fue internacional en once ocasiones con la selección de fútbol de Uruguay entre 1906 y 1911, logrando marcar un gol.

## Clubes

### Como jugador
| Club                 | País    | Año       |
| -------------------- | ------- | --------- |
| Montevideo Wanderers | Uruguay | 1906-1911 |

### Como entrenador
| Club                         | País  | Año       |
| ---------------------------- | ----- | --------- |
| Selección de fútbol de Chile | Chile | 1920-1922 |
| Deportivo Viña del Mar       | Chile | 1935-1936 |

### Participaciones en Campeonatos Sudamericanos (como entrenador)
| Torneo                       | Sede   | Resultado    |
| ---------------------------- | ------ | ------------ |
| Campeonato Sudamericano 1920 | Chile  | Cuarto lugar |
| Campeonato Sudamericano 1922 | Brasil | Cuarto lugar |

## Palmarés

### Campeonatos nacionales
| Título           | Club                 | País    | Año  |
| ---------------- | -------------------- | ------- | ---- |
| Primera División | Montevideo Wanderers | Uruguay | 1906 |

### Campeonatos internacionales amistosos
| Título      | Club(*) | Año  |
| ----------- | ------- | ---- |
| Copa Lipton | Uruguay | 1910 |

### Participaciones en campeonatos internacionales amistosos
| Título                             | Club(*) | Año  |
| ---------------------------------- | ------- | ---- |
| Copa Centenario Revolución de Mayo | Uruguay | 1910 |

(*) Incluyendo la selección

### Distinciones individuales
| Predecesor: Héctor Parra | Entrenador de la Selección de fútbol de Chile 1920-1922 | Sucesor: Carlos Acuña |

## Club Social y Deportivo Juan Carlos Bertone
El 9 de febrero de 1940, un grupo de jóvenes de Villa Alemana fundó el Club Social y Deportivo Juan Carlos Bertone, que en su honor lleva su nombre.